# مارك ماكنالي (لاعب كرة قدم)
مارك ماكنالي (بالإنجليزية: Mark McNally)‏ هو لاعب كرة قدم بريطاني في مركز الدفاع، ولد في 10 مارس 1971 في ماذرويل ‏ في المملكة المتحدة. شارك مع منتخب اسكتلندا تحت 21 سنة لكرة القدم. أما مع النوادي، فقد لعب مع دندي يونايتد وستوك سيتي ونادي آير يونايتد ونادي بارتيك ثيسل ونادي ساوثيند يونايتد ونادي ستيرلينغ ألبيون ونادي سلتيك ونادي كيفلافيك.

## وصلات خارجية
- مارك ماكنالي (لاعب كرة قدم) على موقع قاعدة بيانات كرة القدم.إي يو (الإنجليزية)
- مارك ماكنالي (لاعب كرة قدم) على موقع Soccerbase.com (لاعب) (الإنجليزية)